# Nisse Hults historiska snedsteg
Nisse Hults historiska snedsteg, en svensk dramakomedi av SVT, regisserad av Carl Åstrand. Rollen som Nisse Hult spelades av Johan Glans och övriga skådespelare var Johan Rheborg, Per Svensson, Sissela Kyle och Loa Falkman. Serien sändes januari-februari 2006 lördagar kl 21.00.

## Handling
Den fiktive karaktären Nisse Hult var en figur som åstadkom milstolpar i den svenska historien, men varje avsnitt slutar med att varje inkarnation av Nisse Hult dör och att någon annan får berömmelsen och förevigas i historieböckerna

## Om serien
Namnet Nisse Hult kommer från sketchen Skattkammarön i TV-programmet Estrad från 1967 med bland annat Lars Ekborg, Åke Grönberg och Margaretha Krook där Grönberg utbrister "Vem fan är Nisse Hult?" Även frasen "Vem fan är Nisse Hult?" används i serien. Enligt Carl Åstrand är namnet dels en hyllning till sketchen från 1967, dels en sorts platshållare för en "någon" likt engelskans John Doe och John Smith.

## Rollista
| Skådespelare | Skådespelare | Loa Falkman               | Sissela Kyle                | Johan Rheborg     | Per Svensson                   |
| ------------ | ------------ | ------------------------- | --------------------------- | ----------------- | ------------------------------ |
| Roll         | 1            | Bellman                   | Ulla Winblad                | Kung Gustav III   | Anckarström                    |
| Roll         | 2            | Pietro Vakt               | Hertig Karl                 | Axel Oxenstierna  | Drottning Kristina             |
| Roll         | 3            | August Strindberg         | Mille                       | Nordenskiöld      | Sven Hedin                     |
| Roll         | 4            | Dalmas                    | Dansk soldat Dalkullan Maja | Gustav Vasa       | Dansk soldat Biskop            |
| Roll         | 5            | Magister Cronhielm Soldat | Husmor Hedvig Eleonora      | Kung Karl XI Mats | Brandchef Sven Lindberg Läkare |
| Roll         | 6            | Patentverkstjänsteman     | Andrietta Nobel             | Alfred Nobel      | Emil Nobel                     |

## Avsnitt
| Nr | Titel              | Handling | Gäst                                                                                   |
| -- | ------------------ | --- | -------------------------------------------------------------------------------------- |
| 1  | Bellman            | Nisse Hult blir Bellmans officielle manager, men är egentligen den som komponerar och framför visorna. Bellman, som är glad i starka drycker, för oväsen sent på kvällarna, vilket gör att hans granne, kapten Anckarström, bestämmer sig för att skjuta Bellman på kungens maskeradbal. Väl där råkar denne istället skjuta kungen, varpå Nisse Hult ställs som ansvarig och avrättas. | Allan Svensson                                                                         |
| 2  | Drottning Kristina | Drottning Kristina plågas av svår värk och medicus Bandera och hans assistent Nisse Hult kallas till hovet. Nisse Hult blandar ihop en mirakelmedicin och blir anställd som hovläkare. Medicinens biverkningar leder till att drottningen sakta förvandlas till man - något som hon uppskattar, då hon därmed blir kung. Nisse Hult blir pressad att blanda den avgörande medicinen, men blandar fel och drottningen förvandlas till en stor svart hund som dödar Nisse Hult. Axel Oxenstierna ser till att hertig Karl blir kung och de båda sprider ett rykte om att drottningen abdikerat och flyttat till Rom. | Staffan Kihlbom Ricky Danielsson Martin Lindholm                                       |
| 3  | Sven Hedin         | Sven Hedin har skrivit sin första äventyrsbok, men ingen förstår att den är skönlitterär. Förlaget bekostar en expedition till Asien och Nisse Hult följer med som fotograf. De två lyckas ta sig till ett grustag strax utanför Södertälje, men låter de kvarvarande i Stockholm tro att de är i Asien. Nisse Hult levererar brev till Hedins fästmö och inleder en affär med henne. Detta leder till att Hedin lämnar kvar honom i grustaget där han sedan blir mördad av Strindberg. | Sten Elfström                                                                          |
| 4  | Gustav Vasa        | Gustav Vasa flyr till Dalarna där han tar hjälp av Nisse Hult för att skaka av sig danskarna. Nisse Hult skidar till Mora, medan Vasa åker vagn. Nisse hjälper honom att hitta dalkarlar som i utbyte mot pengar är villiga att slåss på Vasas sida. Efter segern över danskarna blir Vasa kung och när pengarna börjar tryta skickas Nisse Hult ut till kyrkorna för att samla in silver. När sedan dalkarlarna och kyrkan vill ha tillbaka sina pengar står Nisse Hult som ansvarig och blir därmed ihjälslagen.                                                                                                 | Axel Aubert Ricky Danielsson Sten Elfström Bengan Janson Martin Lindholm Kalle Moraeus |
| 5  | Tre kronor         | Nisse Hult, som anställts som lärare hos den unge prins Karl, upptäcker en lönnkrog på slottet Tre kronor där slottets brandchef tillbringar mycket tid. Prins Karl råkar av misstag förgifta kungen och blir därefter så arg att han tänker sätta eld på slottet. Nisse Hult försöker stoppa honom, men lyckas inte. Han blir inlåst i det brinnande kärntornet och ställs postumt som ansvarig för branden. | Axel Skogberg Ricky Danielsson Martin Lindholm                                         |
| 6  | Alfred Nobel       | Alfred Nobel har ett flertal gånger sökt patent på olika uppfinningar, men inget lyckas honom. Nisse Hult anställs som assistent och när han ska blanda till Nobels nitroglycerinmedicin blandar han fel och uppfinner dynamiten. Alfreds mor vill att sonen ska bli berömd och när armén ska provspränga Nobels laboratorium, låser hon in Nisse Hult där. Alfred Nobel är sedan den som blir rik och berömd för upptäckten. | Allan Svensson                                                                         |

## Inspelningsplatser

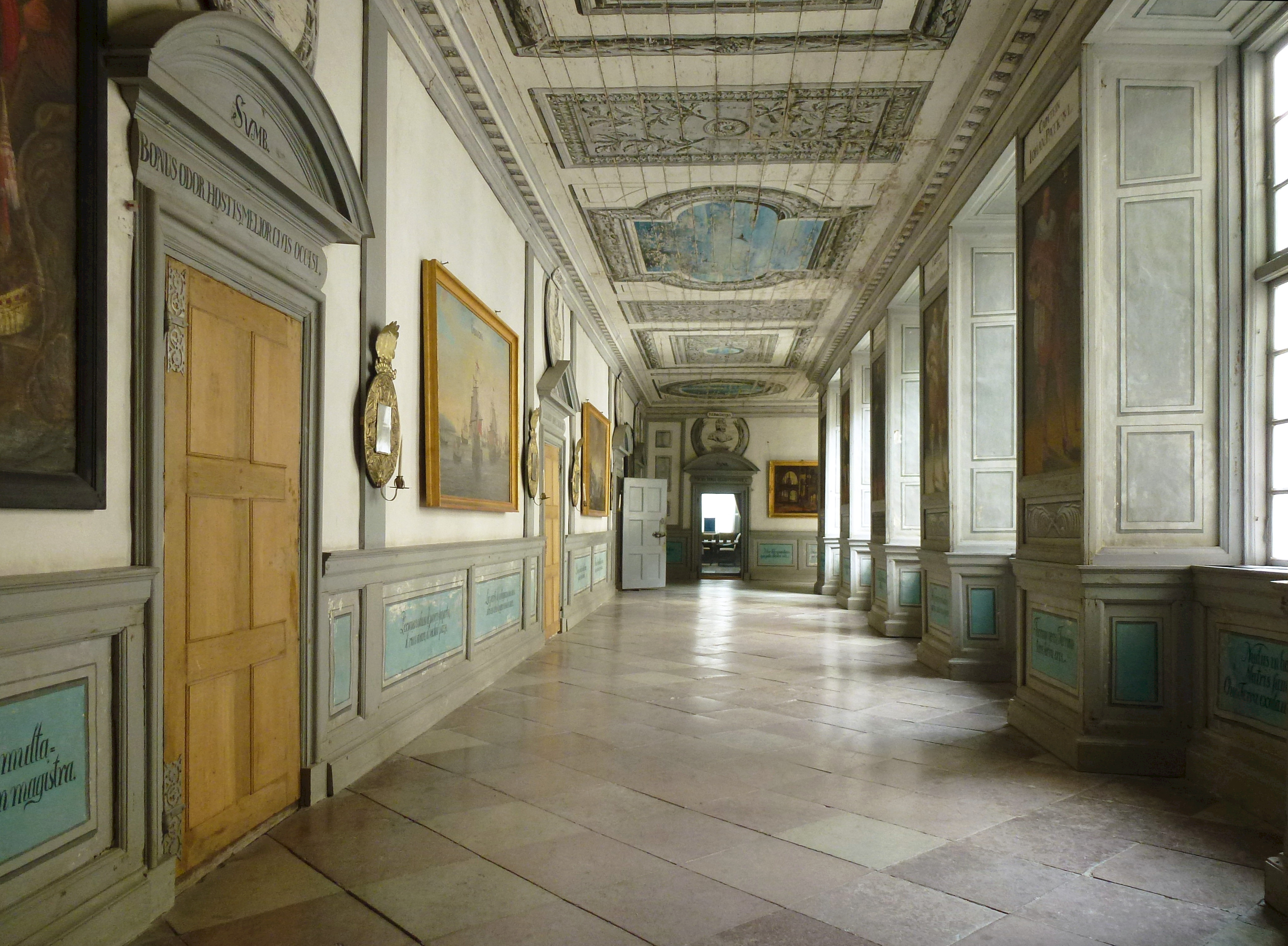
Skoklosters slott användes som inspelningsplats för avsnitten om slottet Tre kronor och drottning Kristina.

Utomhusscener är inspelade vid exempelvis Gripsholms slott, Gamla stan och på Skansen i Stockholm. Interiörer spelades in i exempelvis Skoklosters slott, Bogesunds slott och Confidencen vid Ulriksdals slott.[källa behövs]